# Остало је ћутање
Остало је ћутање је тринаести студијски албум музичке групе Рибља чорба, објављен 1996. године.
Овај албум има неколико алузија на драму „Хамлет“ Вилијама Шекспира: омот на коме Бора Ђорђевић држи лобању, затим наслов самог албума, као и песму „Нешто је труло у држави Данској“ у којој се у ствари мисли на Србију.
„Љубоморко“ је обрада песме „Jealos Guy“ Џона Ленона. „Гастарбајтерска песма“ има деоницу из „Ужичког кола“ на којој хармонику свира Душан Сувајац. У песми „Одлази од мене, убицо, иди“ вокале певају чланице некадашње групе Сунцокрет и то је једина песма Рибље чорбе у којој Бора Ђорђевић не пева вокале.
Ово је први албум са новим чланом групе, клавијатуристом Владом Барјактаревићем.

## Списак песама
1. / Прича о Џиги Бауу — 4:26
2. Љубоморко — 3:00
3. Нешто је труло у држави Данској — 3:48
4. Гњилане — 3:03
5. Мајко — 5:18
6. Гастарбајтерска песма — 4:00
7. Деца цвећа — 5:20
8. Глуви телефони — 3:21
9. Одлази од мене, убицо, иди — 2:41
10. Остало је ћутање — 4:12

## Чланови групе
- Бора Ђорђевић — вокал
- Видоја Божиновић — гитара
- Миша Алексић — бас-гитара
- Вицко Милатовић — бубњеви
- Владимир Барјактаревић — клавијатуре

### Гостујући музичари на албуму
- Снежана Јандрлић — вокали
- Горица Поповић — вокали
- Биљана Крстић — вокали
- Душан Сувајац — хармоника